# Pedro Pascal

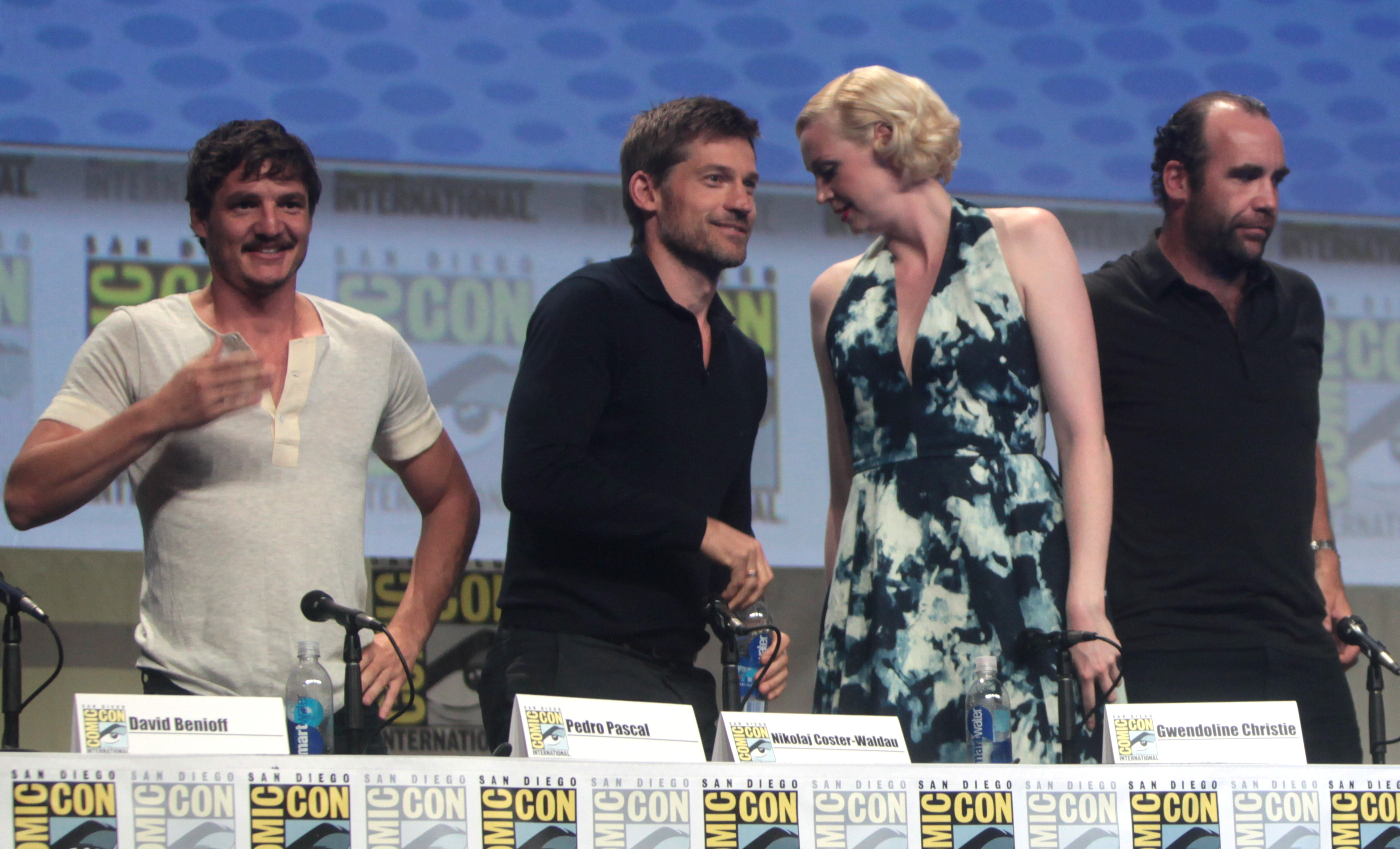
Pascal, Coster-Waldau, Christie, McCann – odtwórcy ról w Grze o tron (2014)

Pedro Pascal, właśc. José Pedro Balmaceda Pascal (ur. 2 kwietnia 1975 w Santiago) – chilijsko-amerykański aktor. Występował jako Oberyn Martell w czwartym sezonie Gry o tron, Javier Peña w Narcos, Din Djarin w The Mandalorian oraz Joel w The Last of Us.

## Życiorys
Pascal urodził się w Santiago – stolicy Chile. Jego matka, Verónica Pascal Ureta, była psychologiem dziecięcym, a ojciec José Balmaceda, lekarzem. Ma starszą siostrę Javierę i dwoje młodszego rodzeństwa Nicolása i Lux Pascal, aktorkę i transpłciową aktywistkę w Chile. Jego rodzina przeniosła się do Danii, gdzie uzyskała azyl polityczny. Chile znajdowało się wówczas pod dyktaturą Augusto Pinocheta. Pedro dorastał w Stanach Zjednoczonych; w hrabstwie Orange w Kalifornii i w San Antonio w Teksasie. Kiedy miał osiem lat, jego rodzina mogła już regularnie odwiedzać Chile, aby odwiedzać jego 34 kuzynów. Studiował w Orange County School of the Arts i Tisch School of the Arts przy Uniwersytecie Nowojorskim. W 1999 roku jego matka popełniła samobójstwo. Zaczął używać jej nazwiska zawodowo po jej śmierci jako hołd dla niej i ponieważ czuł, że Amerykanie mają trudności z wymówieniem jego oryginalnego nazwiska, Balmaceda.

## Kariera
Pascal pojawił się w programach telewizyjnych, takich jak Buffy: Postrach wampirów, Żona idealna, Homeland, Mentalista, Prawo i porządek: Zbrodniczy zamiar i Graceland. Został obsadzony jako Oberyn Martell w czwartym sezonie Gry o tron w 2013 roku. Został także obsadzony jako agent US DEA, Javier Peña, w oryginalnym programie Netflix, Narcos, w 2015 roku. Pascal zagrał wampira Maxa w Bloodsucking Bastards w 2015 roku. Pascal zagrał w kilku filmach, w tym Kingsman: Złoty krąg, Wielki Mur, Bez litości 2, Triple Frontier i Wonder Woman 1984. Jest także tytułowym bohaterem w The Mandalorian. Pascal został obsadzony w roli Joela Millera w serialu HBO, The Last of Us.

## Życie prywatne
Pascal biegle włada językiem angielskim i hiszpańskim. Jest zdeklarowanym zwolennikiem praw LGBTQ+. Identyfikuje się jako agnostyk i liberał.

## Filmografia

### Filmy
- 2011: Władcy umysłów (The Adjustment Bureau) jako Maitre D’ Paul De Santo
- 2011: Sweet Little Lies jako Paulino
- 2015: Bloodsucking Bastards(inne języki) jako Max
- 2016: Wielki Mur (The Great Wall) jako Pero Tovar
- 2017: Kingsman: Złoty krąg (Kingsman: The Golden Circle) jako Agent Whiskey „Jack Daniels”
- 2018: Bez litości 2 (The Equalizer 2) jako Dave York
- 2018: Perspektywa(inne języki) (Prospect) jako Ezra
- 2019: Potrójna granica(inne języki) (Triple Frontier) jako Francisco „Catfish” Morales
- 2020: Wonder Woman 1984 jako Max Lord
- 2020: Będziemy bohaterami(inne języki) (We Can Be Heroes) jako Marcus Moreno
- 2022: Nieznośny ciężar wielkiego talentu (The Unbearable Weight of Massive Talent) jako Javi Gutierrez
- 2022: House Comes with a Bird jako Nico
- 2022: Bańka (The Bubble(inne języki)) jako Dieter Bravo
- 2024: Dziki robot (The Wild Robot) jako Fink (głos)
- 2024: Gladiator II jako Marcus Acacius
- 2025: Materialiści (Materialists) jako Harry
- 2025: Eddington jako Ted Garcia
- 2025: Fantastyczna 4: Pierwsze kroki (The Fantastic Four: First Steps) jako Reed Richards / Mister Fantastic
- 2026: Star Wars: The Mandalorian and Grogu jako Din Djarin / Mandalorianin (w postprodukcji)
- 2026: Avengers: Doomsday jako Reed Richards / Mister Fantastic (w produkcji)

### Seriale TV
- 2009–2011: Żona idealna (The Good Wife) jako Nathan Landry
- 2012: Anatomia prawdy (Body of Proof) jako Zac
- 2013: Szkarłatna wdowa (Red Widow) jako Jay Castillo
- 2013–2014: Graceland jako Juan Badillo
- 2014: Mentalista (The Mentalist) jako Marcus Pike
- 2014: Gra o tron (Game of Thrones) jako Oberyn Martell
- 2015–2017: Narcos jako Javier Peña, agent DEA
- 2019–2023: The Mandalorian jako Din Djarin / Mandalorianin
- 2021: Księga Boby Fetta (The Book of Boba Fett) jako Din Djarin / Mandalorianin[15]
- od 2023: The Last of Us jako Joel